# ناوشکن کلاس المیرانتا
دیسترویر کلاس المیرانتا (به انگلیسی: Almirante-class destroyer) یک کلاس از کشتی ناوشکن است که طول آن ۱۲۲٫۵ متر (۴۰۱ فوت ۱۱ اینچ) می‌باشد. این کشتی توسط بریتانیا در سال ۱۹۶۰ برای نیروی دریایی شیلی ساخته شده‌است